# Rue de la Renaissance
La rue de la Renaissance est une voie du 8e arrondissement de Paris. 

## Situation et accès
Elle commence au 11, rue de La Trémoille et se termine au 10, rue Marbeuf.
Le quartier est desservi par la ligne de métro 9 à la station Alma - Marceau.

## Origine du nom

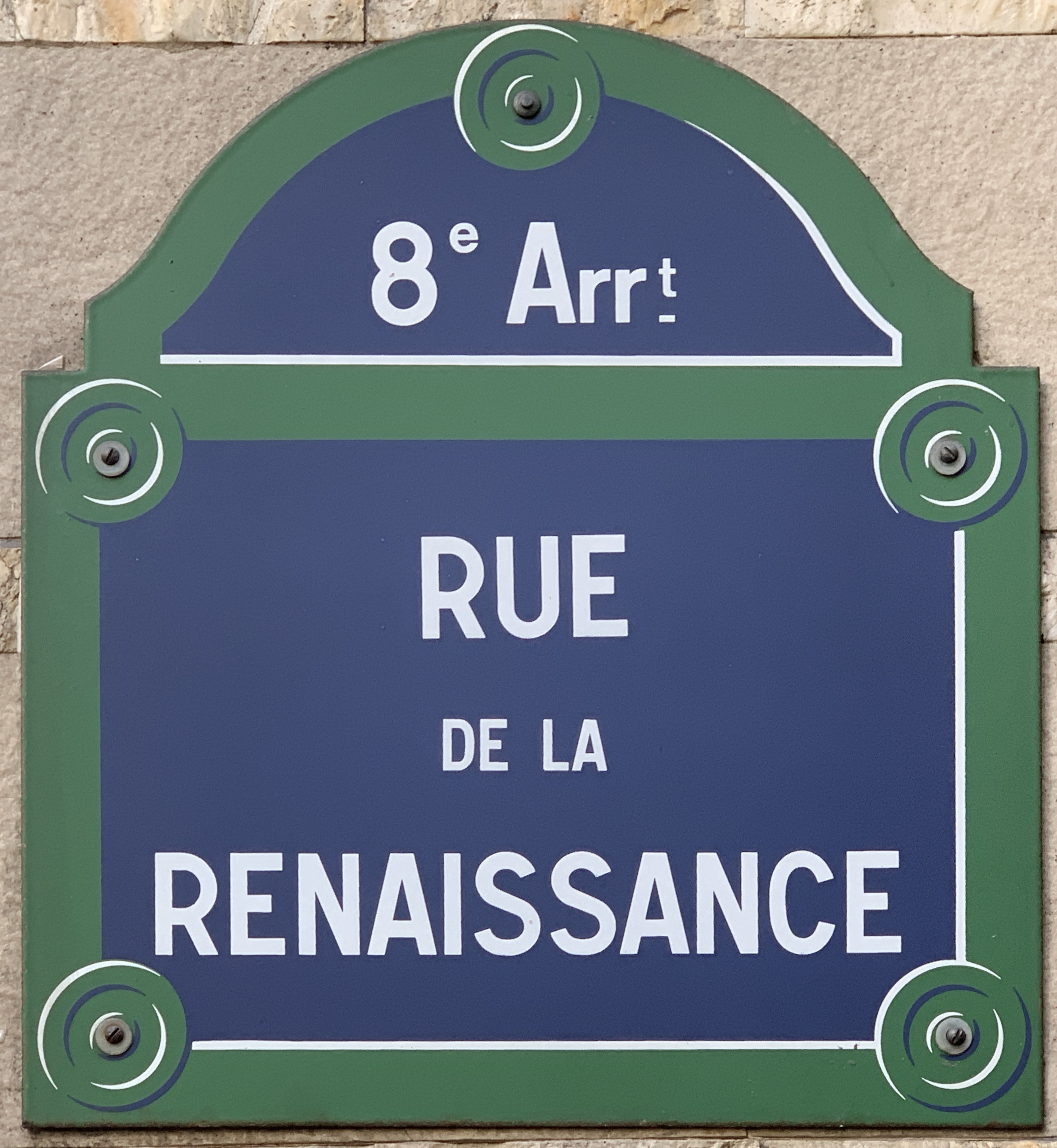
Plaque de la rue.

Elle doit sa dénomination en référence à la période historique de la Renaissance, mise à l'honneur par le quartier François-Ier.

## Historique
Cette voie est ouverte sous sa dénomination actuelle en 1884 et est classée comme voie publique de la voirie de Paris par décret du 30 juin 1887.

## Sources
- Félix de Rochegude, Promenades dans toutes les rues de Paris. VIIIe arrondissement, Paris, Hachette, 1910.